# 정영선 (1950년)
정영선(鄭永宣, 1950년 1월 25일 ~ )은 대한민국 [대전과학기술대학교와 오산대학교총장을 역임한
교육인이다.

## 주요 경력

### 학력
- 하동고등학교
- 건국대학교 행정학과 학사
- 건국대학교 교육대학원 교육학 석사
- 단국대학교 대학원 교육학박사

#### 명예 박사 학위
- 부산외국어대학교 명예 행정학 박사

### 약력
- 2016.12 ~2019.3.31오산대학교 총장
- 2011.09 ~ 2016.08 대전과학기술대학교 총장
- 2008.09~2010.08디지털서울문화예술대학교 총장
- 2006.09 ~ 2008.02 한세대학교 교육대학원 초빙교수
- 2006.08 ~ 2008.08 한국검정교과서 이사장
- 2006.07 ~ 2008.02 교육인적자원부 교육정책자문위원
- 2005.09 ~ 2006.06 교육부 정책홍보관리실 실장
- ~ 2005.09 교육부 기획홍보관리관
- 교육부 공보관
- 2002.04 교육부 교육자치지원 국장
- ~ 2002.03 대한민국학술원 사무국 국장
- 울산광역시교육청 부교육감
- 1998.12 안동대학교 사무국 국장
- ~ 1998.12 교육부 기획예산담당관
- 교육부 지방교육재정과 과장
- 교육부 편수관리담당관
- 교육부 행정관리담당관
- 한국교원대학교
- 1993.07 부산수산대학교
- 1990.03 ~ 1993.07 교육부 차관 비서관
- 1985.12 경북대학교

## 수상 경력
- 2004 홍조근정훈장
- 1991 대통령표창
- 1981 근정포장